# Magicka
Magicka — відеогра жанру action-adventure розроблена шведською компанією Arrowhead Game Studios. Вийшла гра в I кварталі 2011 року для Xbox 360 та Microsoft Windows. Офіційним видавцем є Paradox Interactive, яка випустила цю гру з підзаголовком «Ну дуже епічна гра».
Magicka вирізняється своїм пародійним характером на інші фентезійні відеоігри та гумористичним сюжетом. Гра оповідає про пригоди мага, котрому випадає здійснити подорож на край світу, щоб знайти джерело навали чудовиськ і вкотре врятувати його.

## Ігровий процес

Чарівник чаклує вогняне закляття проти ворогів

### Основи
Magicka є грою жанру Action-adventure з ізометричною графікою. Гравець бере на себе роль чарівника, який вирушає зупинити злого чаклуна, котрий бажає перетворити світ у царство хаосу. Ігрова кампанія складається з 13-и рівнів, впродовж яких гравець бореться з великою кількістю ворогів, користуючись магією і холодною зброєю. Особливістю цієї гри є система чаклування, що полягає в поєднанні магічних елементів для створення різноманітних заклять. Іноді трапляються персонажі, котрі дають побічні завдання чи повідомляють важливу інформацію.
На відміну від рольових ігор, до яких уподібнюється Magicka, в ній немає поділу персонажів за класами. Кожен герой озброєний чарівним посохом для створення заклинань і звичайною зброєю, як меч, котрі і визначають його здібності. Знайдена нова зброя замінює стару. Інвентар у грі не передбачений. Пересування на ПК здійснюється клавішами WASD, а мишкою вказується ціль атаки. При використанні геймпада для цього задіяні його стіки.
Крім сюжетної одиночної та кооперативної кампанії наявні режим «Випробування», де потрібно вистояти проти 20-и хвиль ворогів, і «Протиборство» для боротьби між гравцями.

### Заклинання й елементи
Гра містить 8 різних елементів, до п'яти з яких можна використовувати одночасно в майже будь-яких комбінаціях, щоб творити закляття. Для комбінування потрібно набирати комбінації відповідних клавіш. На ПК затиснення клавіші SHIFT поширює атаку навколо мага замість спрямованого пострілу. Існують такі елементи: Вода, Холод, Блискавка, Земля, Вогонь, Щит, Смерть, Життя. Можуть задіюватися як чисті елементи (наприклад, Вогонь реалізується як струмінь полум'я) так і їх поєднання. Таким чином Щит плюс Земля створює скелі на шляху ворогів, Вогонь плюс Земля — вогненну кулю. Додатково, деякі пари елементів автоматично перетворюються в один новий елемент, який займає одну комірку:
- Комбінація Води і Вогню створює елемент Пара;
- Комбінація Води і Холоду створює елемент Лід.

Також, деякі елементи не сумісні один з одним, наприклад:
- Комбінація Води та Блискавки — мага б'є струмом;
- Комбінація Життя і Смерті — зникають обидва;
- Комбінація Щита зі Щитом — зникають обидва.

На рівнях в кампанії розкидані сувої, що відкривають нові комбінації, елементи яких підсвічуються в меню вибору заклинань. Так, сувій «Поспіху» дозволяє магу короткий час швидко переміщатися і містить комбінацію елементів Блискавка + Магія + Вогонь.
Закляття можна накласти як на місцевість та ворогів, так і на самого себе. Наприклад, Життя лікує чарівника, Вогнем можна висушити змоклого героя, так само як і випадково вразити себе струмом або отруїти. З іншого боку, існує можливість замість шкоди ворогам полікувати їх, що вносить до гри варіативність і свою частку гумору.

### Кооперативний режим
Гра підтримує кооперативне проходження до 4-х гравців одночасно. Також доступні декілька спеціальних режимів. Тут можливе комбінування заклять кількох магів та дружній вогонь.

## Сюжет
Світ гри заснований на скандинавській міфології та гумористичному прочитанні ігрового всесвіту Warhammer, відеоігор Dungeon Keeper, Diablo, World of Warcraft, Neverwinter Nights, а також фільмів «Star Wars», «300» та «Монті Пайтон і Священний Грааль». У режимі «Арена» бігають скрині на ніжках з «Плаского світу» Террі Пратчетта.
Гра подається як оповідь з книги. Колись чарівник Ґрімнір задумав об'єднати всі магічні знання, магіки, аби встановити вічний мир у світі Мідґар. Інші маги злякалися честолюбства Ґрімніра і ув'язнили його на Краю Світу. З того часу стало більшати орків та гоблінів, але поки ніхто не звертав на них уваги.
В замку магічного університету Альдхейм наставник Влад, який постійно нагадує, що він не вампір, збирає учнів у подорож до Хавіндру на аудієнцію до короля, оскільки Ґрімнір зник. Один з учнів, персонаж гравця, через невдале чаклування колеги провалюється в підземелля, звідки вибирається, опановуючи магію. Наприкінці підземелля він вбиває бехолдера, якого, як потім з'ясовується, за ним послали інші учні.
Дорогою в Хавіндр зустрічаються гобліни, а Влад дає поради, при цьому сам тікає від небезпеки. На узбережжі Халондіна жителів тероризують звіролюди. Маг пробивається до мосту, але він виявляється зруйнованим. Йому з Владом доводиться викрасти повітряний корабель гоблінів. Він падає в місцевості, де місцеві друїди насилають на мага ентів. Далі шлях проходить через село, яке мало не спалюють звіролюди. За порятунок селяни підвозять мага до Хавіндру.
На Хавіндр нападають гобліни зі звіролюдьми і орками. Відбивши напад, місто готує контрнаступ. Маг знаходить вождя орків Хана і вбиває його, а також дізнається, що за всім цим стоїть Ґрімнір. Влад посилає його на Край Світу. Там знаходиться досі ув'язнений Ґрімнір, який насилає чудовиськ, щоб встановити в світі свій порядок. Маг сходиться з ним в бою, де виявляється, що ним заволодів демон Ассатур. Влад переносить мага в минуле, щоб він навчився сильнішій магії у чаклуна Фафніра.
Шукаючи чаклуна, маг перетинає печери і болота, повні різних злих істот. Він дізнається про графа, що знає Фафніра, який виявляється Владом минулого. Зліший за майбутнього, цей Влад відправляє мага у підземний світ Ніфльхейм. Щоб вибратися звідти, слід розшукати Смерть, котрий підробляє в туристичному агентстві. Після перемоги на Смертю маг повертається на поверхню, до замку Фафніра.
Фафнір виявляється драконом, що думає ніби маг прийшов за його скарбами. Після поразки він дає магіку, що дозволить матеріалізувати та знищити Ассатура. Маг вирушає на Край Світу, де знову стикається з минулим Владом. Після цього він матеріалізує Ассатур, який пояснює, що обрав Ґрімніра для приєднання Мідґару до своїх володінь. Його вдається подолати, з'являється Влад майбутнього і запрошує приєднатися до святкування в Альдхеймі.

## Оцінки й відгуки
| Агрегатор    | Оцінка              |
| ------------ | ------------------- |
| GameRankings | 76,14 %(22 огляди)> |
| Metacritic   | 74/100 (37 оглядів) |

| Видання       | Оцінка |
| ------------- | ------ |
| AllGame       | [ 7 ]  |
| Eurogamer     | 8/10   |
| Game Informer | 7.5/10 |
| GamePro       | [ 10 ] |
| GameSpot      | 7.0/10 |
| GameTrailers  | 8.5/10 |
| IGN           | 7.0/10 |
| Pocket Gamer  | 8.8/10 |

Середня оцінка для Magicka на Metacritic складає 74/100, а на GameRankings — 76,14/100.
В IGN з-поміж переваг було названо оригінальну та цікаву систему чаклування, веселий сюжет зі зрозумілими посиланнями на поп-культуру та кооперативне проходження кампанії. Водночас зазначалося, що гра має багато помилок, автозбереження не враховує, що може лишити героя в безвихідній ситуації, а у великих битвах інтерфейс губиться серед візуальних ефектів. І все ж, згідно з вердиктом, задоволення від самого процесу гри переважає над її технічними та дизайнерськими огріхами.
За рецензією Eurogamer, «Надзвичайно розчаровує, що ця приголомшлива гра була такою жахливою на час запуску; вона має найкращу магічну систему, яку ми відчували, дотепність у стилі Пратчетта та величезну різноманітність».

## Нагороди
Рання незакінчена версія Magicka була названа «Грою року 08» на Swedish Game Awards 2008.